# Altare Monforte

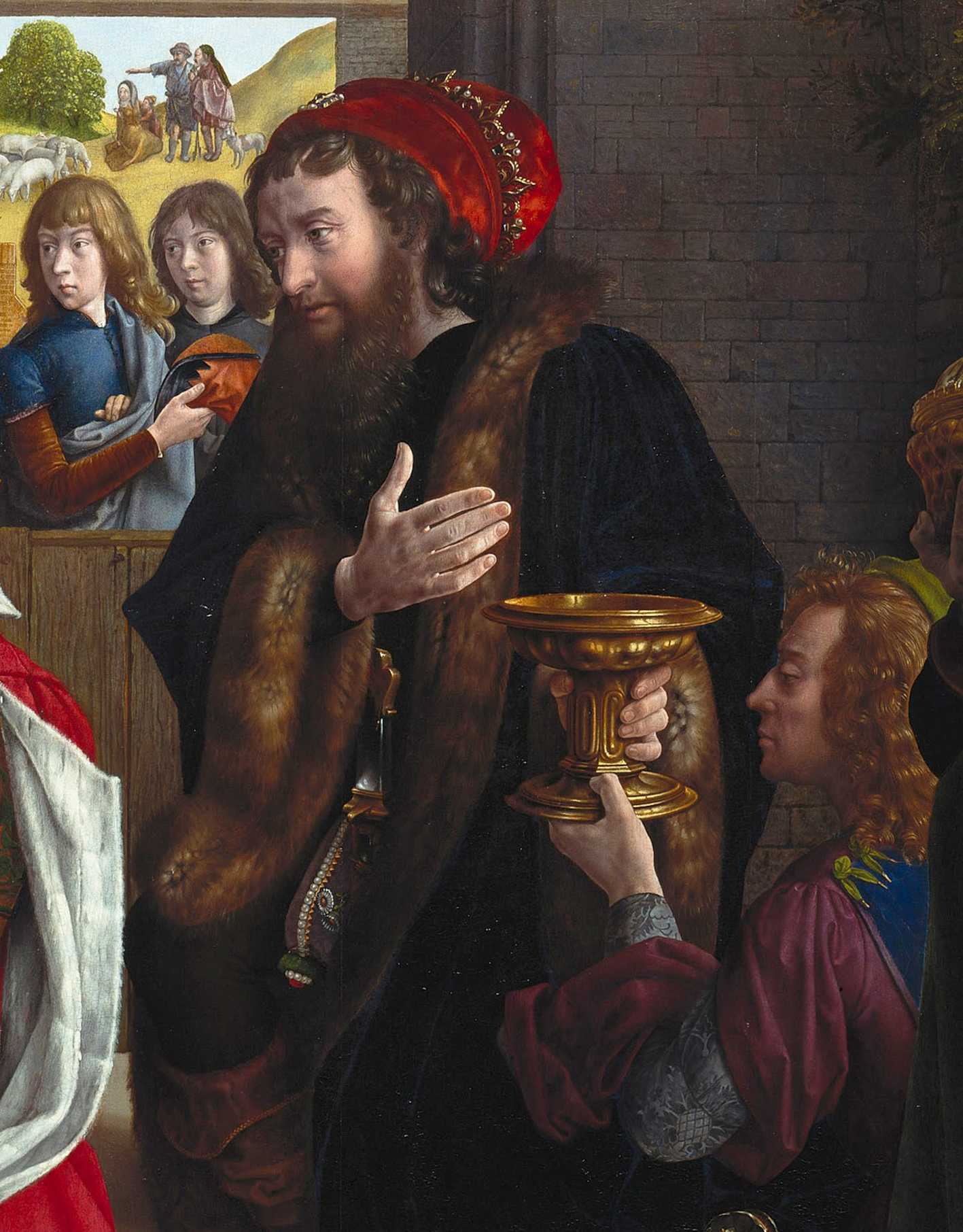
Dettaglio

L'Altare Monforte è un dipinto a olio su tavola (147x242 cm) di Hugo van der Goes, databile al 1470 circa e conservato nella Gemäldegalerie di Berlino.

## Storia
L'altare Monforte era originariamente un trittico ad ali mobili (perdute), come dimostrano le cerniere ancora presenti sulla cornice originale, nonostante il ridimensionamento del pannello già al centro. L'opera deve il suo nome al convento di Monforte de Lemos, nel nord della Spagna, dove pervenne verosimilmente nel XVI secolo. Non se ne conosce il committente originale, né tantomeno il luogo a cui era destinato, ma per via stilistica si è collocato il lavoro nei primi anni settanta del Quattrocento, tra le prime importanti commissioni dell'artista.
Fu acquistata dal museo nel 1914.

## Descrizione e stile
In un edificio diroccato Maria, di un pallore regale, porge il proprio figlio all'adorazione di tre re appena pervenuti. Uno, dallo sfolgorante manto rosso, le sta inginocchiato davanti, dopo aver appoggiato su una roccia in terra la sua corona bordata di pelliccia e un prezioso recipiente colmo di monete d'oro, che Giuseppe, dietro Maria, sembra indicare incredulo. Poco dietro sono arrivati gli altri due re, quello di mezza età, già inginocchiato, e quello giovane e di colore, in piedi. Il primo indossa la corona sopra un berretto di velluto rosso, ha una cappa foderata di pelliccia da cui sporge l'elsa della spada e una bisaccia decorata da perle con due margheritine preziose; è colto mentre porta la mano al petto mentre l'altra sta afferrando il dono, una coppa con la mirra, che un servitore gli porge. L'ultimo dei re regge il suo dono nel palmo, indossa ancora gli speroni ed è vestito altrettanto sontuosamente, con al seguito tre servitori. In secondo piano si affacciano dei pastori, tra i quali quello con la barba e il cappello di pelliccia con la piuma è forse un autoritratto dell'artista. Tutti gli sguardi, con profonda deferenza, convergono verso il piccolo Gesù, che però guarda verso lo spettatore. 
Il piano del calpestio, dove l'artista dipinse alcuni dettagli simboli (le spighe che alludono all'eucaristia, i fiorellini di varie specie), appare come inclinato verso lo spettatore, dando l'effetto che le figure stiano per cadergli addosso. Si tratta della tipica impostazione spaziale "a grandangolo" dei primitivi fiamminghi, prima che essi venissero a conoscenza della prospettiva lineare italiana. Tra gli altri straordinari dettagli, sparsi per la tavola, ci sono gli iris, a sinistra, lo scoiattolo, al centro in alto, la piccola natura morta della scodella, la pentola, il cucchiaio di legno e il pane nella nicchia della parete. A sinistra si apre un paesaggio luminoso dove si vede il corteo dei magi, in tonalità più chiare e luminose secondo un'intuitiva prospettiva aerea. Vi si vedono alcuni edifici e un laghetto dove alcuni palafrenieri fanno riposare i cavalli. Un altro brano di paesaggio si trova al centro, dove due pastori indicano qualcosa a una donna anziana con un bambino piccolo, forse un riferimento a sant'Elisabetta che porta il piccolo Giovanni Battista in visita a Gesù. 
In alto pendono due gonfi drappi rosa e giallo: si tratta di quello che resta degli angeli che dovevano volare in alto nei pressi della stella cometa, secondo uno schema analogo a quello, ad esempio, dell'Adorazione dei Magi di Jan Gossaert. Nel Museo Baroffio e del Santuario del Sacro Monte sopra Varese esiste una copia d'epoca (in controparte) che mostra l'originale nella sua interezza.
L'opera mostra l'estrema maestria dell'artista nel concertare uno straordinatrio spaccato in cui l'estremo realismo è fuso con i dettagli più esotici e sfarzosi dei Magi e del loro corteo. Altissima è la qualità dei dettagli "difficili", come la resa dei materiali (la pelliccia, il velluto, i metalli preziosi...) oppure l'espressività di volti e mani, caricati di forte intensità come nelle migliori opere dell'artista.